# 2024年パリパラリンピックのボツワナ選手団
2024年パリパラリンピックのボツワナ選手団は、2024年8月28日から9月8日までフランスのパリで開催された2024年パリパラリンピックボツワナ選手団の名簿。

## 選手団
- 人員: 選手 2人
- 開会式旗手: エドウィン・マスゲ、グロリア・マジャガ

## 種目別選手・スタッフ名簿及び成績

### 陸上
| 選手               | 種目         | 予選      | 予選       | 決勝      | 決勝     |
| 選手               | 種目         | 結果      | 順位       | 結果      | 順位     |
| ------------------ | ------------ | --------- | ---------- | --------- | -------- |
| エドウィン・マスゲ | 男子400m T13 | -         | -          | 49秒38 PB | 5位      |
| グロリア・マジャガ | 女子100m T13 | 13秒12 PB | 11位 (5着) | 予選敗退  | 予選敗退 |
| グロリア・マジャガ | 女子400m T13 | 59秒72 PB | 10位 (5着) | 予選敗退  | 予選敗退 |